# Diploblechnum
Diploblechnum,  rod papratnica iz porodice Blechnaceae. Postoji 6 vrsta iz Malezije, Australije i Novog Zelanda i Pacifika. Dvije vrste su novokaledonski endemi

## Vrste
1. Diploblechnum acuminatum (C.T.White & Goy) Gasper & V.A.O.Dittrich
2. Diploblechnum diversifolium (Mett.) Gasper & V.A.O.Dittrich
3. Diploblechnum fraseri (A.Cunn.) De Vol
4. Diploblechnum lenormandii (Baker) Gasper & V.A.O.Dittrich
5. Diploblechnum neglectum (F.M.Bailey) Gasper & V.A.O.Dittrich
6. Diploblechnum rosenstockii (Copel.) Gasper & V.A.O.Dittrich

## Sinonimi
- Pteridoblechnum Hennipman
- Steenisioblechnum Hennipman